# Vドリーム
『Vドリーム』（ブイ・ドリーム）は、テレビ朝日とANN系列フルネット24局が主催し、23歳以下限定の映像制作コンテスト。2010年と2011年の2年に亘って行われた。

## 概要
2010年開始。23歳以下（U-23）に応募対象を限定して「ハッピー」をテーマにした3分以内の映像オリジナル作品を若者に制作してもらうという映像コンテスト。1996年から2009年まで続いてきた「小学生クラス対抗30人31脚」の後継企画に当たる。好評を受け、2011年には第2回が行われた。
2012年も引き続き行われることが決定していたが、実施も放送もされなかった。そのため、わずか2回限りで終了となった。

## 開催・放送実績
- 2010年度『みんなをハッピーに!映像コンテストVドリーム』- 2010年12月19日14:00 - 16:25に放送。テレビ朝日の「サンデープレゼント」枠で放送された。
- 2011年度『番組を作るのは君だ!Vドリーム』- 2011年12月24日23:00 - 23:54と12月25日23:25 - 翌0:20の2夜連続放送。

## 作品の応募方法
応募する作品の代表者(以下、代表者)は制作前に、テレビ朝日ホームページ内のエントリーサイトで参加申し込みと参加ID取得を行う(1人何通でも投稿可能であるが、複数作品の投稿の場合も同様にエントリーサイトでの申し込みが必要)。作品の収録はVHS、8ミリビデオ、ミニDVなどのビデオテープのほか、DVD、HDV、SDメモリーカードが指定される。代表者の出生地、または現住所所在地の都道府県に属するテレビ朝日各系列局に、締切日までにエントリー・郵送を行わなければならない(インターネットでの投稿は不可)。全応募作品は決勝大会(全国コンテスト)放送終了時までは二重投稿防止のため、他のコンクールや動画投稿サイトへの投稿は禁止である。また、決勝大会進出作品については全国コンテスト終了後、テレビ朝日に著作権が帰属されるため、同局・及び系列局の許諾なしに他のコンクールや動画投稿サイトへの投稿はできない。

### 応募先
送付先の系列局は原則として応募者の住民票に登記されている現住所、またはその応募者の出身地の系列局とするが、その県に系列局がない場合は、その地域に隣接する都県の系列局(例・山梨県はテレビ朝日・静岡朝日テレビ・長野朝日放送・新潟テレビ21のいずれか。宮崎県の場合はテレビ宮崎がANNに加盟しているが、フルネット局ではないため熊本朝日放送・大分朝日放送・鹿児島放送のいずれか)とする。

## 審査
審査は各系列局ごとに行う「地方選考会」と、地方選考会の上位入賞者による「決勝大会」（全国コンテスト）とに分かれる。地方選考会では各放送局ごとの審査員が、最優秀「地方グランプリ」1点と、優秀「推薦作品」若干点を決める。地方グランプリ作品24作品と、推薦作品数作品が決勝大会に進出し、その中から最優秀賞の「全国グランプリ」と優秀賞「全国準グランプリ」を1点ずつ決める。また、審査員それぞれが印象に残った作品を一人一つずつ挙げ、選出された作品は「審査員特別賞」が与えられる。

### 全国大会審査方法
決勝大会前にあらかじめ審査員が映像を観て審査する。審査員一人の持ち点100点中何点かを視聴直後に算出し、合計点数が多い順に順位が決まる。最終的に一番点数の多い作品が「全国グランプリ」、二番目が「全国準グランプリ」となる。なお、「審査員特別賞」は各審査員の印象に残った作品を挙げるため、点数は関係ない。なお、スタジオに呼ばれる決勝進出した作品の代表者は、その審査した様子を編集した映像をスタジオ大画面で視聴する。

### 賞金
- 地方選考会　地方グランプリに賞金10万円(推薦作品は賞金はない)
- 全国選考会　全国グランプリに賞金100万円+テレビ朝日が指定する番組のオープニング映像を製作することができる権利の特典、準グランプリ50万円、審査員特別賞10万円（五点）

## 決勝大会
決勝大会はテレビ朝日のスタジオで行われる。決勝進出した代表者は、各地方のブースにある席に座り、各地方応援タレントと共に作品と審査の様子を視聴する。

### 2010年度出演者

#### 司会
テレビ朝日アナウンサー
- 竹内由恵
- 寺川俊平

#### 審査員
- 鈴木おさむ　放送作家
- 清水崇　映画監督
- 有村昆　映画評論家
- 大森美香　演出家
- 須田剛一　ゲームデザイナー

#### 応援タレント
六つの地方に分けられ、各地方にゆかりのある６組のタレントが就く。
- 北海道・東北　里田まい
- 関東　オードリー若林
- 中部　オリエンタルラジオ
- 関西　ロザン
- 中国・四国　アンガールズ
- 九州・沖縄　カンニング竹山

#### 結果
審査の結果、愛媛代表の作品が464点という最高得点でグランプリ、広島代表の作品が459点で準グランプリを獲得。そのほか審査員特別賞が五点選ばれた。

### 2011年度出演者

#### 司会
- ネプチューン
- 森葉子（テレビ朝日アナウンサー）

#### 芸能人審査員
- あき竹城
- 宮崎美子
- 渡辺正行
- 西村知美
- 的場浩司
- 友近
- ビビる大木
- 平愛梨
- 中村昌也
- 小池里奈

#### 結果
審査の結果、北海道代表の作品が84.8点という最高得点でグランプリを獲得した。

## スタッフ
- 主催：テレビ朝日系列24局
  - テレビ朝日 / 北海道テレビ放送、青森朝日放送、岩手朝日テレビ、東日本放送、秋田朝日放送、山形テレビ、福島放送、新潟テレビ21、長野朝日放送、静岡朝日テレビ、北陸朝日放送、名古屋テレビ放送、朝日放送、広島ホームテレビ、山口朝日放送、瀬戸内海放送、愛媛朝日テレビ、九州朝日放送、長崎文化放送、熊本朝日放送、大分朝日放送、鹿児島放送、琉球朝日放送

### 2011年度
- 企画：WonderNotes
- 構成：樋口卓治
- ナレーター：奥田民義、近藤サト
- TD：錦戸浩司
- CAM：平間隆啓
- MIX：加藤翠
- VE：重藤貴志
- VTR：竹内達史
- クレーン：深谷勝成
- 照明：井場琢哉
- PA：石渡洋志
- 美術：井磧伸介
- デザイン：加藤由紀子
- 美術進行：吉居真夏
- 大道具：小野祐樹
- 小道具：塚谷将朗
- 電飾：高橋友之
- モニター：鈴木久
- 装飾：松井達彦
- 特効：大野晃一
- メイク：関口裕子
- CGヴァーチャル：中村敦、羽田野英治
- 編集：鈴木哲也（第1夜）、新井亮太（第2夜）
- MA：山際卓郎
- 音効：岩谷知朗
- TK：丸山和子
- 技術協力：読売映像、TSP
- 営業：水頭洋太
- ネットワーク：木内麻由美
- 編成：尾崎雅彦、荒井祥之、二階堂義明
- 宣伝：中嶋哲也、三本真一
- WEB：福島亘
- デスク：星野敬子
- AP：引地夏規、森本美緒
- ディレクター：藤井裕久、安田和朗、長谷川哲也、熊沢謙一、松本貴利、渡辺紘子
- プロデューサー：伊藤滋之、甲斐侯一、中田智也、大西義人、柳沼誉
- ゼネラルプロデューサー・演出：保坂広司
- 制作協力：ACE PROJECT、ViViA
- 制作著作：テレビ朝日